# Meconopsis grandis
Meconopsis grandis är en vallmoväxtart. Meconopsis grandis ingår i släktet bergvallmor, och familjen vallmoväxter.

## Underarter
Arten delas in i följande underarter:
- M. g. grandis
- M. g. jumlaensis
- M. g. orientalis

## Bildgalleri

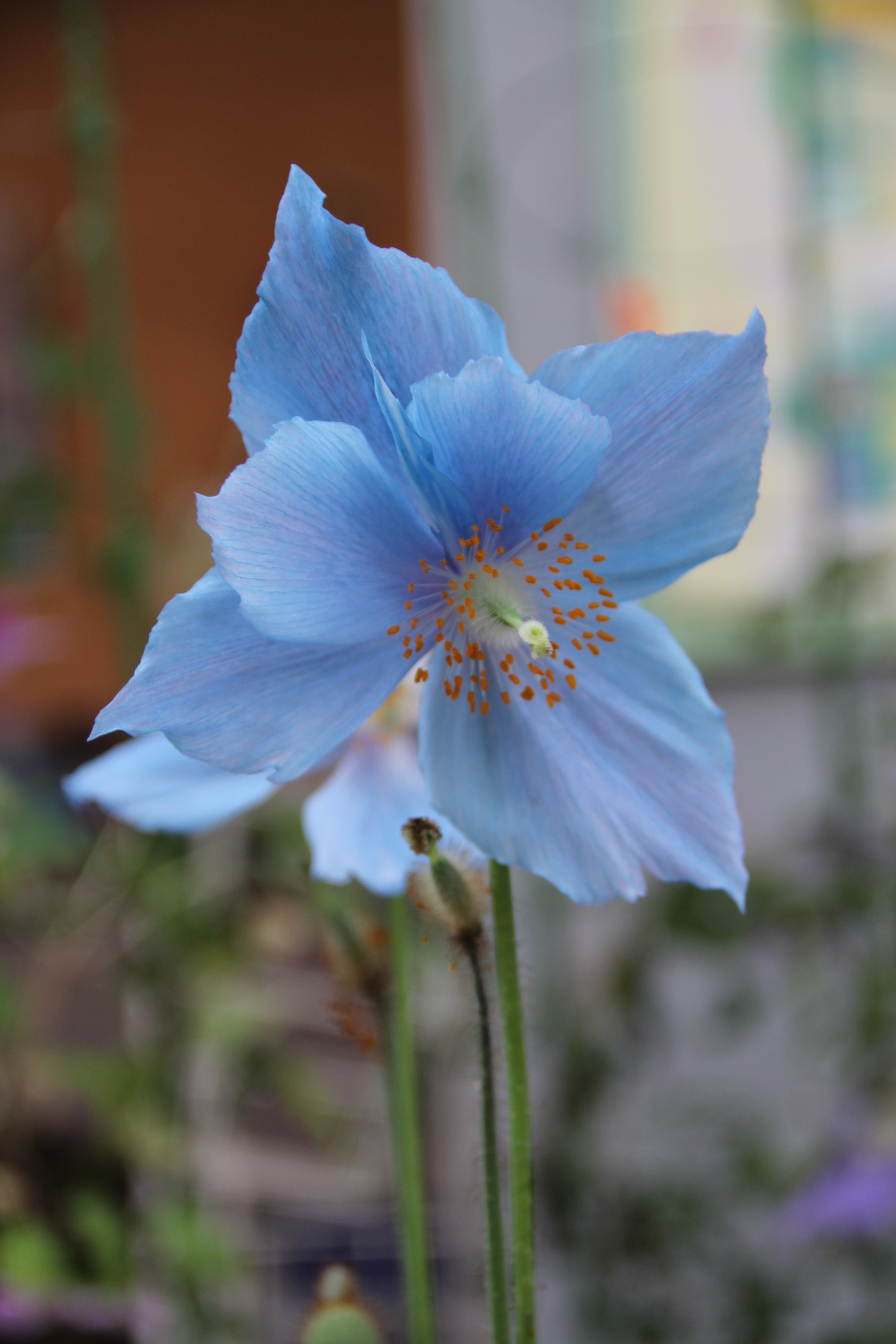
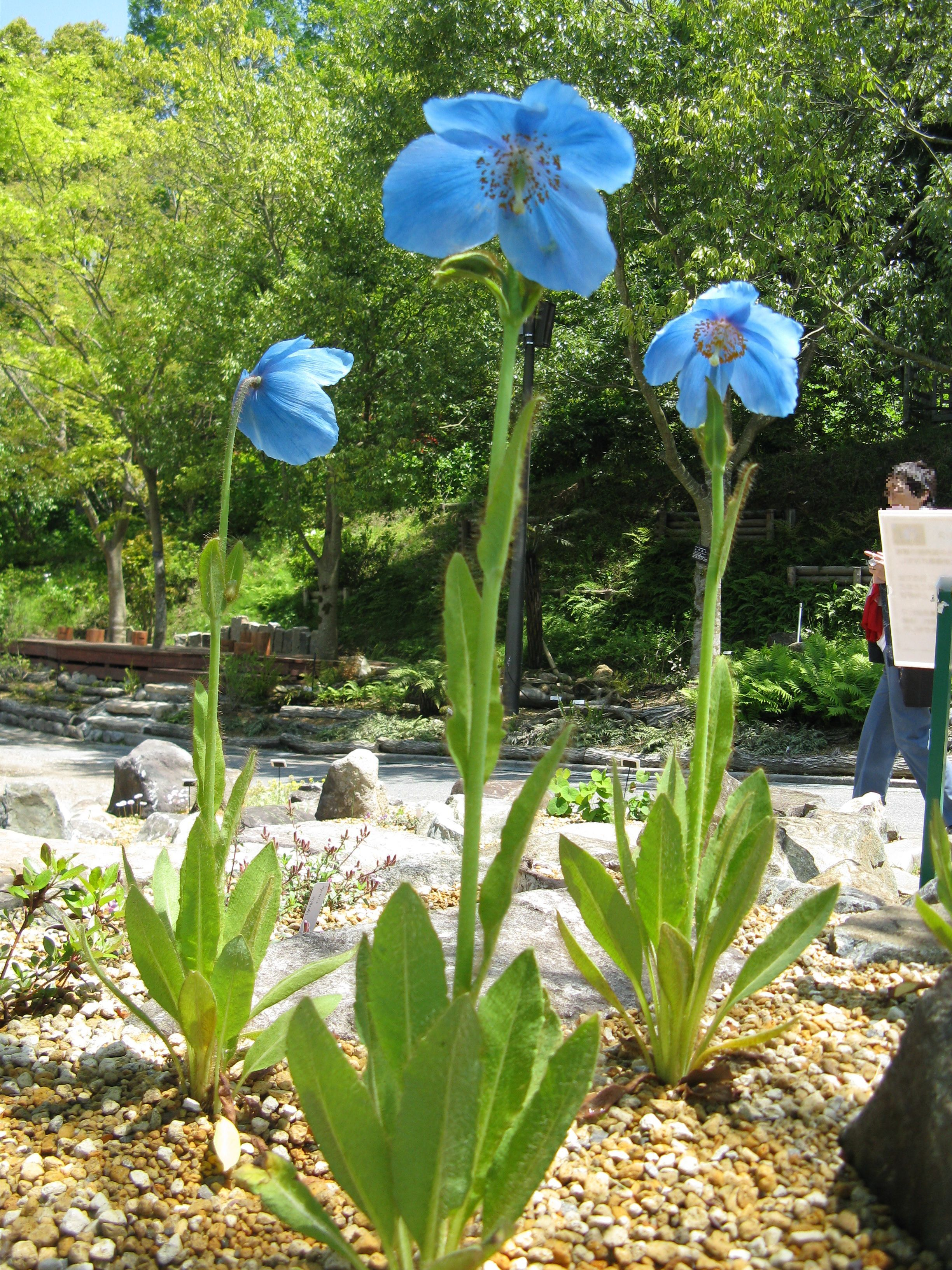
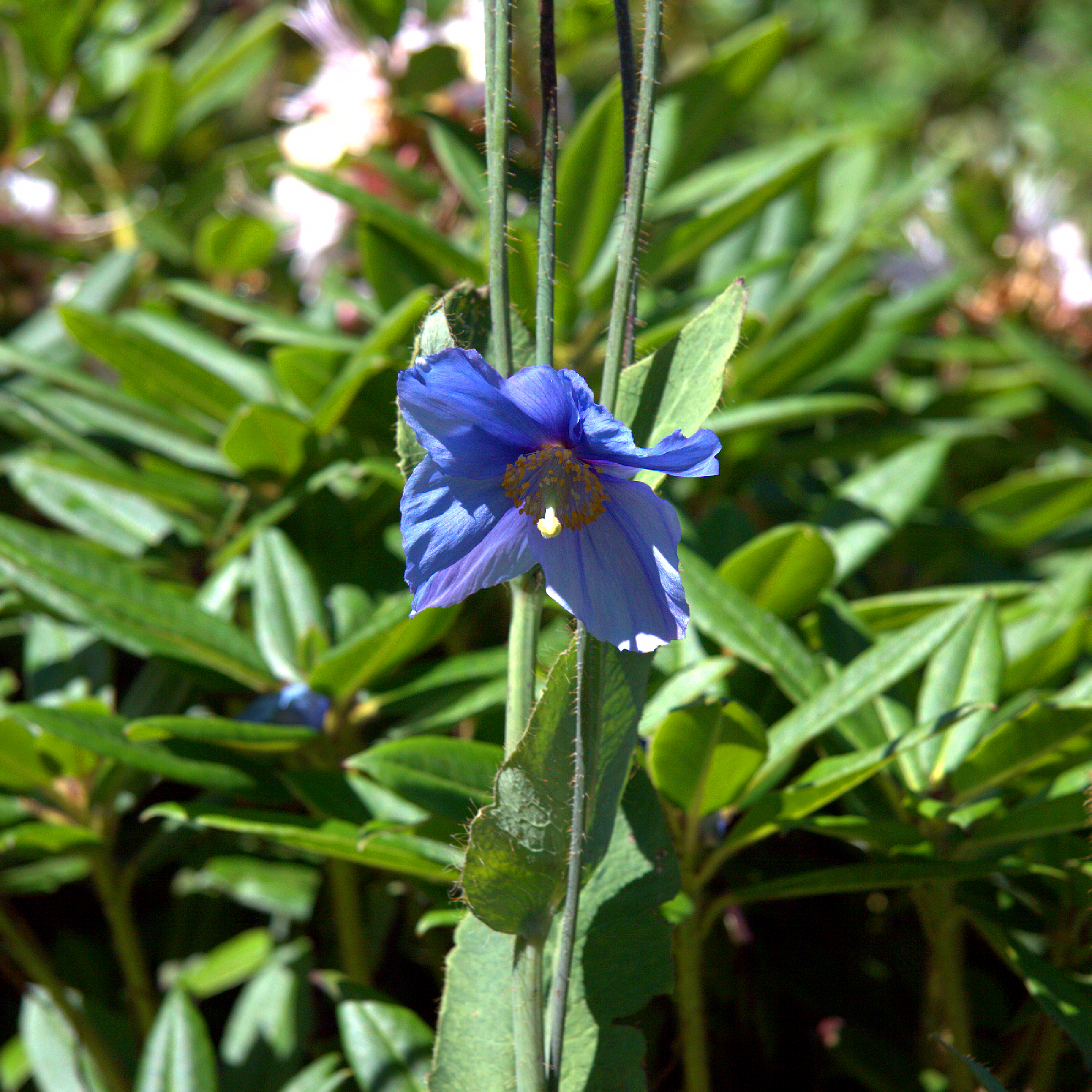
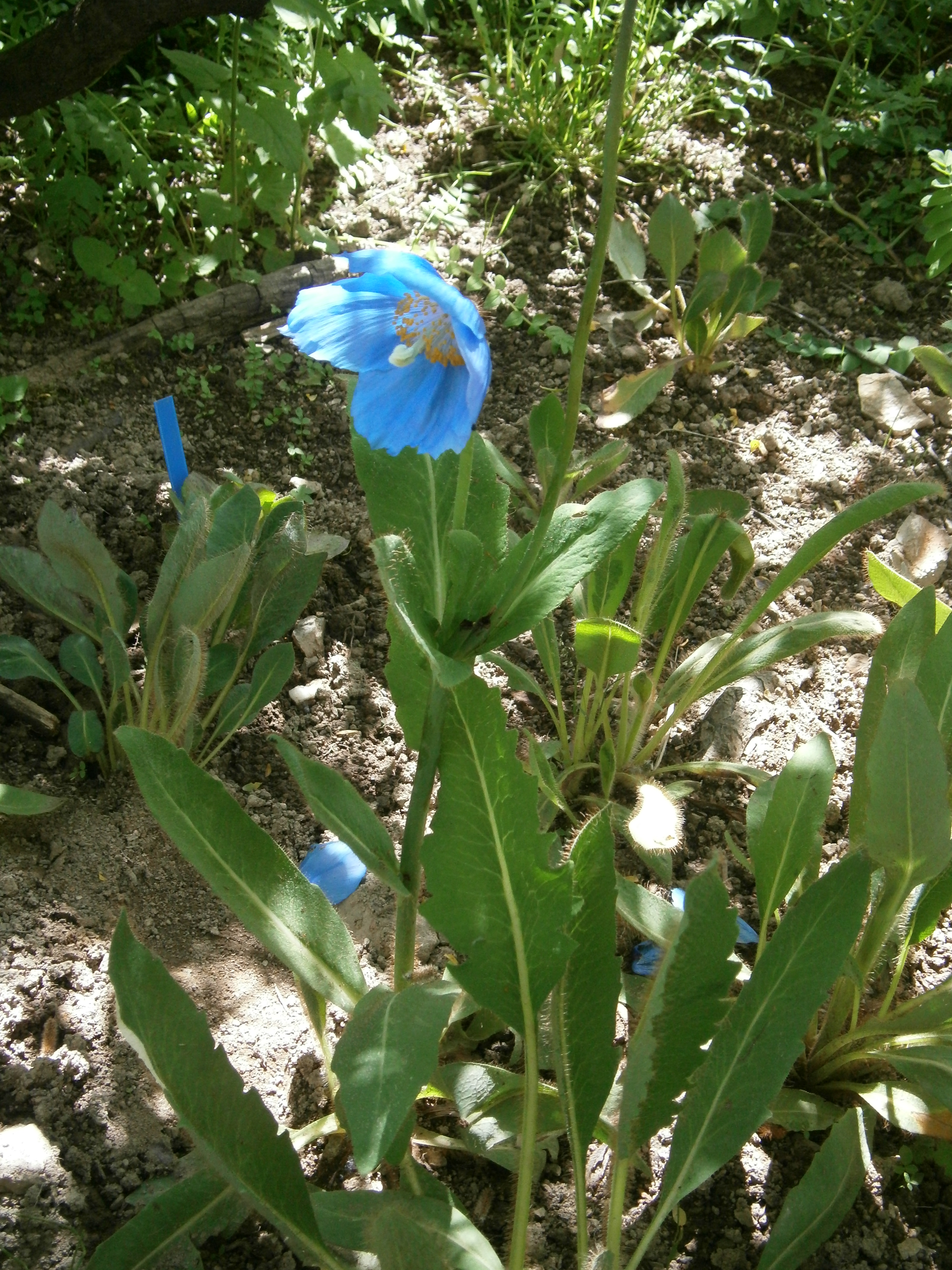